# Aeropuerto de Bharatpur
El Aeropuerto de Bharatpur (en nepalí: भरतपुर विमानस्थल) (IATA: BHR, OACI: VNBP) es un aeropuerto que sirve a Bharatpur, una ciudad en el distrito de Chitwan en la zona de Narayani en Nepal.
El aeropuerto se encuentra a 1 milla náutica (1,9 km) al suroeste de Bharatpu. Es operado por la Dirección de Aviación Civil de Nepal (CAAN) y es servido por Nepal Airlines, la aerolínea de bandera del país.
El aeropuerto de Bharatpur es el cuarto aeropuerto más congestionado del país.  Es la principal puerta de entrada a los turistas al Parque nacional de Chitwan, y crece rápido en términos de operaciones y de tráfico de pasajeros: la tendencia de los últimos cinco años muestra una tendencia de crecimiento rápido de movimientos de aviones y pasajeros.  Los datos hasta noviembre de 2005 muestran un crecimiento del 7,5% y del 17,6% respecto a los datos de 2004.

## Historia
Este aeropuerto fue construido como parte del programa de prevención y control de la malaria en el valle de Chitwan, con la asistencia del gobierno de los Estados Unidos de América. El primer vuelo de pasajeros aterrizó en el aeropuerto el 5 de marzo de 1965.

## Instalaciones
El aeropuerto reside a una elevación de 600 pies (183 m) sobre el nivel del mar. Tiene una única pista de aterrizaje que tiene una longitud de 3799 pies (1158 m).
El aeropuerto de Bharatpur es la base de Shivani Air(P)Ltd, la primera escuela de entrenamiento de pilotos de ala fija en la historia de la aviación civil en Nepal (aunque hay una escuela de entrenamiento de aviones de ala fija gestionado por el Servicio del Ejército del Aire Nepalí). Shivania Air proporciona entrenamiento para las obtención del certificado internacional de piloto comercial (FAA, ICAO).

## Perfil
- Fecha del primer servicio – 5 de marzo de 1961
- Coordenadas - 274041 N-0842546E
- Elevación – 600 ft. AMSL
- Ref. Temperatura - 35 °C
- Nombre de pista - 15/33 Noroeste/Sureste
- Dimensiones de pista - 1158 x 30 metros.
- Superficie - Brea
- Servicio – Servicio de Control de Tráfico Aéreo
- Diseños de aviones - ATR, Beechcraft 1900, y Saab 340

## Aerolíneas y destinos
| Aerolíneas      | Destinos          |
| --------------- | ----------------- |
| Buddha Air      | Katmandú          |
| Gorkha Airlines | Katmandú          |
| Tara Air        | Katmandú, Pokhara |

## Expansión
El aeropuerto fue inicialmente servido con vuelos de cabotaje que aterrizaban en una pista de hierba procedentes del Aeropuerto Internacional Tribhuvan, Katmandú  y el aeropuerto de Pokhara en Pokhara por la aerolínea de bandera del país, Nepal Airlines. Tras muchos años de reivindicaciones locales y de emigrantes, se llevó a cabo una expansión limitada del aeropuerto; una nueva terminal fue construida y la pista de 1.158 metros fue pavimentada para permitir la entrada de los aviones medianos usados por Nepal Airlines y Nicon Air. Los trabajos fueron completados en octubre de 2005.

## Incidentes y accidentes
- 12 de julio de 1969 – un Douglas DC-3D (9N-AAP) de RNA colisionó con un árbol mientras volaba sobre una cobertura de nubes a 7300 pies en Hitauda, Nepal (70 km del aeropuerto de Bharatpur). Los cuatro tripulantes y treinta y un pasajeros murieron.[6]

- 31 de julio de 1993 – un Dornier 228-101 de Everest Air, en vuelo desde Katmandú a Bharatpur, impactó contra una montaña en Bharatpur. Los tres tripulantes y dieciséis pasajeros murieron.[7]

- 25 de abril de 1996 – un BAe 748 Series 2B (9N-ABR) de RNA se salió de pista en el aeropuerto de Meghauli (19 km al suroeste del aeropuerto de Bharatpur), tras un vuelo desde Katmandú, cuando aterrizó durante una tormenta en la pista de hierba. El avión circuló sobre maleza, causando el colapso del tren de morro. Ninguno de los cuatro tripulantes y veintisiete pasajeros resultó herido.[6]